# Gryllotalpa chinensis
Gryllotalpa chinensis är en insektsart som beskrevs av John Obadiah Westwood 1838. Gryllotalpa chinensis ingår i släktet Gryllotalpa och familjen mullvadssyrsor. Inga underarter finns listade i Catalogue of Life.